# Château-ferme du Monceau
Pour les articles homonymes, voir Monceau.
Le château-ferme du Monceau est un bâtiment classé situé à Juseret dans la commune de Vaux-sur-Sûre en province de Luxembourg (Belgique).

## Localisation
Le château-ferme est situé au nord-est du village ardennais de Juseret au no 2 de la rue du Monceau. Les bâtiments se trouvent un peu en retrait de la voirie derrière une haie et quelques arbres.

## Historique
La construction est datée par l'inscription IHS 1772 dans un panneau écorné sur une porte à baie d'imposte. 1772 est sans doute l'année d'une transformation. En 1629, les droits de la seigneurie de Juseret sont acquis par Robert du Monceau, également détenteur des seigneuries de Bercheux et Lescheret et membre de la famille propriétaire du château. Le château-ferme a sans doute été édifié à la toute fin du XVIIe siècle puis modifié en plusieurs étapes.

## Description
La ferme en carré est toutefois non construite sur une partie de l'aile sud qui a été démantelée. Les trois autres ailes comprenant le corps de logis (château), les étables et les granges ont chacune une longueur approximative d'une cinquantaine de mètres. Les bâtiments enserrent une cour carrée partiellement pavée d'environ 1 000 m2. Le château-ferme est construit en pierres de schiste local enduites de couleur beige. L'aile nord est dotée de deux tours quadrangulaires plus hautes d'un niveau par rapport au reste des bâtiments. Ces tours sont situées aux deux angles du côté nord (côté route).

## Activités
Le lieu est un centre d'animation pédagogique dans un cadre agricole et animalier et un espace de rencontre et d'intégration adapté aux personnes à besoins spécifiques dans le respect des différences.

## Classement
Le château-ferme du Monceau (façades et toitures) et l'ensemble formé par cette ferme et les terrains environnants sont classés depuis le 17 novembre 1989.
Le classement est étendu aux parties suivantes : caves découvertes sous l'aile disparue du château-ferme du Monceau depuis le 1er septembre 1997.